# 富川消防署
富川消防署（プチョンしょうぼうしょ）は京畿道消防災難本部所属の消防署である。

## 管轄区域
- 富川市

## 沿革
- 1977年3月5日 - 開設。業務開始。管轄区域は富川市。
- 1982年4月30日 - 始興郡蘇来邑を管轄区域に加える。
- 1989年1月11日 - 金浦郡金浦邑を管轄区域に加える。同年1月1日始興郡蘇来邑、秀岩面、君子面が合併し始興市になったことに伴い、管轄区域が富川市、始興市、金浦郡金浦邑になる。
- 1989年1月27日 - 管轄区域に江華郡江華邑を加える。管轄区域が富川市、始興市、金浦郡金浦邑、江華郡江華邑になる。
- 1991年4月23日 - 金浦郡黔丹面と高村面、江華郡松海面を管轄区域に加える。管轄区域が富川市、始興市、金浦郡金浦邑、黔丹面、高村面、江華郡江華邑、松海面になる。
- 1995年3月1日 - 仁川広域市に江華郡と金浦郡黔丹面が編入されたことに伴い管轄から外す。管轄区域が富川市、始興市、金浦郡金浦邑、高村面になる。
- 1995年12月31日 - 金浦郡全域に管轄区域を拡大する。管轄区域が富川市、始興市、金浦郡になる。
- 1996年10月16日 - 始興消防署開設に伴い始興市を管轄から外す。管轄区域が富川市、金浦郡になる。
- 1998年4月1日 - 金浦郡の市昇格に伴い管轄区域が富川市、金浦市になる。
- 1999年3月15日 - 金浦消防署開設に伴い金浦市を管轄区域から外す。管轄区域が富川市になる。

## 119安全センター
| 119安全センター     | 住所                      | 管轄区域                                                             | 地域隊 |
| ------------------- | ------------------------- | -------------------------------------------------------------------- | ------ |
| 中央119安全センター | 遠美区新興路115           | 富川市遠美区のうち遠美1、2洞、春衣洞、陶唐洞、中2洞、深谷1、2、3洞   |        |
| 内洞119安全センター | 梧亭区新興路364           | 富川市梧亭区のうち内洞、三井洞、梧亭洞、大壮洞                       |        |
| 中洞119安全センター | 遠美区富一路346           | 富川市遠美区のうち中洞、素砂区のうち深谷本洞、松内2洞                |        |
| 槐安119安全センター | 素砂区プグァン路8番ギル49 | 富川市素砂区のうち駅谷1、2、3洞、槐安洞、玉吉洞の一部、素砂洞        |        |
| 遠宗119安全センター | 梧亭区遠宗路79番ギル41    | 富川市梧亭区のうち遠宗1、2洞、古康洞、古康本洞、素砂洞、如月洞、鵲洞 |        |
| 上洞119安全センター | 遠美区チャンマル路113     | 富川市遠美区のうち上1、2洞、上洞、素砂区のうち松内1洞                |        |
| 西部119安全センター | 遠美区ケナム路169         | 富川市遠美区のうち中1、3洞、若大洞                                   |        |
| 範朴119安全センター | 素砂区範安路127           | 富川市素砂区のうち範朴洞、素砂本洞、素砂3洞、玉吉洞の一部、桂寿洞    |        |
| 新上119安全センター | 遠美区上洞路117番ギル36   | 富川市遠美区のうち上3洞、中4洞                                       |        |